# Харди, Джон
Сэр Джон Энтони Харди (англ. John Anthony Hardy; род. 9 ноября 1954) — английский учёный. Труды в основном посвящены генетике, молекулярной биологии, нейробиологии. Известен как один из исследователей болезни Альцгеймера.

## Награды
Среди наград:
- Potamkin Prize[англ.] (1993),
- Премия Дэна Дэвида (2014)[1],
- Премия за прорыв в области медицины (2016)[2],
- Brain Prize (2018).

Член Лондонского королевского общества (2009), EMBO (2015).